# Rajecké Teplice
Rajecké Teplice (mađ. Rajecfürdő, njem. Bad Rajetz) je gradić u Žilinskom kraju u središnjoj Slovačkoj. Grad upravno pripada Okrugu Žilina. Poznato je turističko mjesto na rijeci Rajčanki.

## Zemljopis
Grad se nalazi na rijeci Rajčanki, 15 km južno od Žiline.

## Povijest
Najstariji tragovi naselja otkriveni su u špilji nedaleko grada (Púchovska kultura). Prvi spomen lječilišta dolazi iz 14. stoljeća, većina razvoja dogodila nakon 1926. godine. Temperatura vode je oko 39 °C. Tretirane su bolesti lokomotornog sustava, živčane bolesti. Osim termalne vode i bazeni u blizini je dvorac Lietava. Status grada toplice su dobile 1989.

## Stanovništvo
| Godina:     | 1993. | 2003.   | 2013.   | 2023.   |
| ----------- | ----- | ------- | ------- | ------- |
| Broj ljudi: | 2595  | 2713    | 2932    | 2847    |
| Razlika:    |       | +4,54 % | +8,07 % | -2,89 % |

| Godina:     | 2022. | 2023.   |
| ----------- | ----- | ------- |
| Broj ljudi: | 2849  | 2847    |
| Razlika:    |       | -0,07 % |

Grad je 2004. godine imao 2942, dok je prosječna gustoća naseljenosti bila 230 stan./km².

## Gradovi prijatelji
- Dolní Benešov, Češka
- Wilamovice, Poljska
- Epe, Mađarska
- Pozlovice, Češka
- Dolenjske Toplice, Slovenija

## Vanjske poveznice
- Službena stranica grada

## Ostali projekti
|  | Zajednički poslužitelj ima još gradiva o temi Rajecké Teplice |